# Viața Liberă
Viața Liberă Galați este un ziar regional din Moldova, România. Primul număr a apărut pe 22 decembrie 1989.
Este urmașul organului de presă al PCR, Viața Nouă.
Ziarul Viața liberă a apărut în 22 decembrie 1989 din inițiativa unui grup de ziariști și scriitori gălățeni. Cei care l-au scris l-au și difuzat în acea noapte gălățenilor care ieșiseră în stradă. Cererea de înscriere a publicației ca societate comercială datează din 4 ianuarie 1990. Abia în 30 mai 1991, SC Viața Liberă SA a putut fi înregistrată la Registrul Comerțului sub nr. J17/486. Acționariatul societății este format în întregime din jurnaliști, lucru care asigură absoluta independență politică și economică a publicației. Sediul societății și al cotidianului se află în Galați, Str. Domnească nr. 68.
Obiectul de activitate al societății este în primul rând editarea ziarului Viața Liberă și a suplimentelor acestuia (Altă Viață, Magazin, Program TV), difuzarea prin 70 de chioșcuri și minimagazine a presei locale și centrale, servicii de publicitate prin agenția proprie, tipărirea ziarului și a suplimentelor cu ajutorul tipografiei proprii. Între obiectele de activitate se mai află editarea altor broșuri, cărți, alte publicații, comerț cu amănuntul etc, sfera activităților lărgindu-se în timp pe măsura dezvoltării societății.
SC Viața Liberă SA a avut o evoluție constant progresivă, capitalizându-se încet dar sigur și creând de-a lungul anilor puternice sectoare de activitate adiacente, dar în relație strânsă cu principalul obiect de activitate. De la editarea unui cotidian s-a trecut la dezvoltarea sectorului de publicitate, la asigurarea bazei materiale pentru propria difuzare a ziarului, lărgită apoi pentru a putea difuza presa în general, comerț, apoi achiziționarea utilajelor pentru o tipografie.
An de an capitalul social al firmei a crescut, la fel și activele fixe prin efort investițional constant. Dacă în 1991 ziarul avea 54 salariați în prezent numărul lor se apropie de 200. Ziarul are, de asemenea, peste 80 de colaboratori.
Ziarul Viața Liberă este auditat BRAT din anul 2000, aflându-se printre membrii fondatori ai societății de audit și fiind reprezentat în conducerea acesteia. Tirajul este de circa 4.500.000 de exemplare anual. Eforturile pentru păstrarea acestui tiraj au cuprins modificări ale conținutului și formei grafice - părăsirea acum câțiva ani a formatului tabloid - trecerea de la alb negru la culoare. Societatea a gândit în 2003 o nouă formulă de prezentare, care în 2004 i-a adus și un important premiu pentru grafică la concursul „European Newspaper Award“ de la Viena. 
Viața Liberă are o bună colaborare cu societatea civilă, ONG-urile având la dispoziție săptămânal o pagină de ziar. Tot săptămânal există pagina pentru tineret, pagina financiară, mondenă etc. Paginile de Cultură, apar de două-trei ori pe săptămână. În medie, ziarul are 20-22 pagini zilnic. 
Ediția on-line a Vieții libere este prima publicație electronica a unui ziar din Galați (1997). Din februarie 2009 și-a modificat complet atât designul, cât și conținutul. Din acel moment numărul de vizitatori, cât și cel de afișări crește constant (conform Trafic.ro)
Datele generale de trafic pentru luna mai 2010 sunt:
- - vizite: 170.394
- - afișări: 929.737

Circa 10 % dintre vizitatorii site-ului sunt români stabiliți, aflați la studii sau la munca în: SUA, Canada, Germania, Italia, Spania etc.